# Алексі Мачаваріані
Алексі (Олексій) Давидович Мачаваріані (груз. ალექსი დავითის ძე მაჭავარიანი; 1913—1995) — грузинський композитор, диригент, педагог, громадський діяч. Народний артист СРСР (1958).

## Біографія
Алексі Мачаваріані народився 10 (23) вересня 1913 року (за іншими джерелами — 23 вересня (6 жовтня) 1913 року) в Горі (нині в Грузії), у дворянській родині.
У 1936 році закінчив Тбіліську консерваторію (класи композиції Сергія Бархударяна та Петра Рязанова), у 1940 — там же аспірантуру.
У 1934—1937 роках — завідувач музичною частиною Грузинського театру музичної комедії, в 1936—1940 — музичний керівник і композитор Експериментального театру в Баку, в 1956—1958 роках — художній керівник Державного симфонічного оркестру Грузинської РСР.
З 1939 року викладав у Тбіліській консерваторії (з 1942 — старший викладач, асистент Андрія Баланчівадзе, з 1952 — доцент, з 1963 року — професор кафедри композиції).
З 1953 року — заступник голови, у 1962—1968 роках — голова правління Спілки композиторів Грузинської РСР. У 1962—1973 — секретар Спілки композиторів СРСР. З 1962 року — член колегії Міністерства культури Грузинської РСР, з 1964 — член художньої ради Міністерства культури СРСР, з 1964 — президент Музичної секції Грузинського товариства культурних зв'язків (ГТКЗ) із зарубіжними країнами.
Депутат Верховної Ради СРСР 6-7-го скликань (1962—1970).
Помер 31 грудня (за іншими джерелами — 30 грудня) 1995 року в Тбілісі. Похований у Дідубійському пантеоні.

## Звання та нагороди
- Заслужений діяч мистецтв Грузинської РСР (1950)
- Народний артист СРСР (1958)
- Сталінська премія третього ступеня (1951) — за концерт для скрипки з оркестром (1950)
- Державна премія Грузинської РСР імені Шота Руставелі (1971) — за вокально-симфонічний цикл «П'ять монологів» (1971).
- Орден Леніна (1966)
- Орден Трудового Червоного Прапора (1973)
- Орден «Знак Пошани» (1963)
- Велика золота медаль Галереї мистецтв «Брандензе» (Мілан, Італія, 1974) — за музику до балету «Отелло»
- Медалі.

## Основні твори

#### Опери
- «Мати і син» по І. Г. Чавчавадзе (1945)
- «Гамлет» (1967)
- «Медея» (1991)

#### Балети
- «Отелло» (1957, вперше поставлений того ж року в Тбіліському театрі опери та балету, в 1960 році екранізований під назвою «Венеціанський мавр»)
- «Витязь у тигровій шкурі» (1973)
- «Приборкання норовливої» (1984)
- «Піросмані» (1992)

#### Музична комедія
- «Клоп» за В. Маяковський (1979)

#### Концерти
- Для фортепіано з оркестром (1944)
- Для скрипки з оркестром (1950)
- Для віолончелі з оркестром (1987)

#### Для оркестру
- Симфонічна поема «Дуб і мошкара» («Мумлі мухаса», 1939)
- Поеми з хором: «Горійські картинки» (1939), «На смерть героя» (1948)
- Сюїти: «Міст» (1942), «Таємниця двох океанів» (1954)
- 7 симфоній (1-ша (1947), 2-га (1973), 3-тя (1983), 4-та «Юнацька» (1983), 5-та «Ушба» (1986), 6-та «Амірані» (Прометей) (1987), 7-ма «Гелаті» (1989))
- Урочиста увертюра (1950)
- Грузинська святкова увертюра (1963)
- Елегія
- Скерцо

#### Для струнних інструментів
- 4 струнних квартети (в тому числі 1978)
- «Десять замальовок» для 2 скрипок, альта і віолончелі (1977)

#### Для голосу з оркестром
- Ораторія «День моєї Батьківщини» для сопрано, басу, хору хлопчиків, великого хору і оркестру (1952)
- Вокально-симфонічний цикл «П'ять монологів» для баритона і симфонічного оркестру на вірші В. Пшавела (1968)

#### Для хору
- Балада-поема «Арсен» для солістів і хору a cappella (1946)
- Хори, в тому числі «Долурі» (1974), «Горійська поема» (1977), «Ти тут» (1977)
- Цикл для дитячого хору та камерного оркестру «Діда Ена»

#### Для фортепиано
- «Хорумі» (1939), Скерцо-соната (1940), Прелюдія, Ескіз (1947), Експромт (1947), чотири п'єси (1951), «Музична юність» (33 п'єси, 1974), три прелюдії і фуги (1970), балада «Базельське озеро» (1950), «Піросмані» (1970), Дитячий альбом (12 п'єс, 1968), танець-поема, Грузинський танець
- Цикли «Грузинські Фрески», «Паризькі замальовки»
- дві сонати

#### Для скрипки
- 4 п'єси для скрипки з фортепіано (1950)
- Скрипкове соло «Долурі Лазурі» (1962)
- 6 п'єс для скрипки з фортепіано (1971)
- 2 вальси на музику балету «Отелло» (1971)
- Соната
- Концерт для скрипки з оркестром

#### Для віолончелі
- 4 п'єси для віолончелі з фортепіано (1973)

#### Для голосу з фортепіано
- Романси (в тому числі 2 романси на сл. Р. Бернеса, 1959) і пісні для голосу з фортепіано («Синий цвет», «Не горюй, мать», «Ты полна чудесной красоты», «Тебе быть царицей Грузии», «Солнцеликая», «Имеретинская колыбельная», «Родине» (зб., 1973) тощо)
- 4 балади (на сл. В. Шекспіра, 1968)

#### Прикладная музыка
- Музика до вистав грузинських драматичних театрів (бл. 50) («Король Лір» В. Шекспір а, «Ніколоз Бараташвілі» М. Мревлішвілі, «Легенда про любов» Н. Хікмета, «Річард III» В. Шекспіра, «Розповідь жебрака» І. Чавчавадзе тощо)

### Музика до фільмів
- 1940 — Дівчина з того берега
- 1941 — Каджана
- 1942 — Міст (короткометражний)
- 1945 — Золота стежка (разом з Іваном Гокіелі)
- 1947 — Колиска поета
- 1955-1956 — Таємниця двох океанів
- 1958 — Маяковський починався так…
- 1959 — На порозі життя
- 1960 — Венеціанський мавр (фільм-балет)
- 1963 — Генерали і маргаритки

## Пам'ять
У Тбілісі встановлена меморіальна дошка на честь Олексія Мачаваріані (вулиця Ніко Ніколадзе, 1а), його ім'я носить Тбіліська філармонія.